# Liste des espèces d'oiseaux de La Réunion
La Réunion est peuplée d'une centaine d'espèces d'oiseaux dont une dizaine endémiques. La Société d'Études Ornithologiques de La Réunion (SEOR) dénombre 101 espèces dont 12 indigènes, 9 endémiques, 26 introduites, 13 migratrices, 19 occasionnelles et 22 disparues (observées depuis le XVIIe siècle). 8 espèces sont globalement menacées.
- Haut – A
- B
- C
- D
- E
- F
- G
- H
- I
- J
- K
- L
- M
- N
- O
- P
- Q
- R
- S
- T
- U
- V
- W
- X
- Y
- Z

## A
- Aigrette dimorphe. Egretta dimorpha. Éteinte.

- Albatros à cape blanche. Diomedea cauta. Rare/Accidentel Quasi menacé
- Albatros à bec jaune de l'océan Indien. Thalassarche carteri. En danger
- Albatros à sourcils noirs. Diomedea melanophris. Rare/Accidentel
- Albatros brun. Phoebetria fusca. Rare/Accidentel Vulnérable
- Albatros fuligineux. Phoebetria palpebrata. Rare/Accidentel) Quasi menacé
- Albatros hurleur. Diomedea exulans. Rare/Accidentel
- Astrild ondulé. Estrilda astrild. Espèce introduite - Créole bekroz

## B
- Barge rousse. Limosa lapponica.
- Bécasse de Dubois[2]. Scolopaw sp. Éteinte.
- Bécasseau cocorli. Calidris ferruginea.
- Bécasseau sanderling. Calidris alba.
- Bengali rouge. Amandava amandava. Espèce introduite
- Bihoreau de La Réunion. Nycticorax duboisi. Éteint
- Bulbul de Bourbon. Hypsipetes borbonicus. Endémique - Créole merl péi
- Bulbul orphée. Pycnonotus jocosus. Espèce introduite - Créole merl Maurice
- Busard de La Réunion. Circus maillardi. Endémique En danger - Créole papang

## C
- Caille bleue. Coturnix adansonii. Espèce introduite - Créole kay pat zone
- Caille des blés. Coturnix coturnix africana. Espèce peut-être introduite - Créole kay d'patate
- Canard de Meller. Anas melleri. Espèce introduite. En danger.
- Capucin damier. Lonchura punctulata. Espèce introduite - Créole titoulit
- Chevalier aboyeur. Tringa nebularia.
- Chevalier bargette. Tringa cinerea.
- Chevalier guignette. Tringa hypoleucos.
- Cormoran africain. Phalacrocorax africanus. Éteint.
- Coq bankiva. Gallus gallus. Espèce introduite - Créole kok de bruyer
- Courlis cendré. Numenius arquata.
- Courlis corlieu. Numenius phaeopus - Créole kourli
- Crécerelle de Dubois. Falco duboisi. Éteint.

## D
- Damier du Cap. Daption capense.
- Dendrocygne veuf. Dendrocygna viduata. Rare/Accidentel.
- Drome ardéole. Dromas ardeola.

## E
- Échenilleur de La Réunion. Lalage newtoni. Endémique. En danger. - Créole Tuit-tuit
- Étourneau de Bourbon. Fregilupus varius. Endémique. Éteint.

## F
- Faucon concolore. Falco concolor. Rare/Accidentel.
- Faucon crécerelle de Dubois[3]. Falco duboisi. Éteint.
- Faucon d'Éléonore. Falco eleonorae.
- Flamant nain. Phoenicopterus minor. Quasi menacé.
- Flamant rose. Phoenicopterus ruber. Ne séjourne plus
- Fou à pieds rouges. Sula sula.
- Fou masqué. Sula dactylatra.
- Foudi rouge. Foudia madagascariensis. Espèce introduite - Créole kardinal
- Foudi de La Réunion[4]. Foudia delloni[5]. Endémique - Éteint.
- Foulque de Newton. Fulica newtoni. Éteint.
- Francolin gris. Francolinus pondicerianus. Espèce introduite - Créole perdri
- Francolin perlé. Francolinus pintadeanus.
- Frégate ariel. Fregata ariel. Rare/Accidentel.
- Frégate du Pacifique. Fregata minor. Rare/Accidentel.
- Fuligule. Aythia sp. Éteint.

## G
- Gallinule poule-d'eau. Gallinula chloropus pyrrhorrhoa - Créole puldo
- Géopélie zébrée. Geopelia striata. Espèce introduite  - Créole tourterel péi
- Glaréole malgache. Glareola ocularis.
- Glaréole orientale. Glareola maldivarum. Rare/Accidentel.
- Guifette leucoptère. Chlidonias leucopterus. Rare/Accidentel.
- Guifette moustac. Chlidonias hybridus. Rare/Accidentel.
- Gygis blanche. Gygis alba. Rare/Accidentel.

## H
- Héron garde-bœufs. Bubulcus ibis.
- Héron strié. Butorides striatus rutenbergi - Créole bitor.
- Hibou de Gruchet. Mascarenotus grucheti. Éteint.
- Hirondelle des Mascareignes. Phedina borbonica  - Créole zirondel
- Huppe de Bourbon (voir Étourneau de Bourbon).

## I
- Ibis sacré. Threskiornis aethiopicus. Extirpé.

## L
- Labbe brun. Stercorarius lonnbergi. Rare/Accidentel.
- Labbe antarctique. Stercorarius skua. Rare/Accidentel - Créole assassin

## M
- Martin triste. Acridotheres tristis. Espèce introduite.
- Mascarin de La Réunion. Mascarinus mascarinus. Endémique. Éteint.
- Moineau domestique. Passer domesticus. Espèce introduite - Créole moino.

## N
- Noddi brun. Anous stolidus.
- Noddi marianne. Anous tenuirostris. Rare/Accidentel.

## O
- Océanite à ventre blanc. Fregetta grallaria. Rare/Accidentel.
- Océanite de Wilson. Oceanites oceanicus.
- Oie Kervazo (voir Ouette de La Réunion)
- Oiseau blanc ou oiseau-lunettes gris. Zosterops borbonicus borbonicus (voir Zostérops des Mascareignes).
- Oiseau bleu (voir Talève de La Réunion)
- Oiseau la Vierge (voir Tchitrec des Mascareignes).
- Oiseau vert ou oiseau-lunettes vert. Zosterops olivaceus. (voir Zostérops de La Réunion).
- Ouette de La Réunion. Alopochen kervazoi. Éteinte.

## P
- Papangue (voir Busard de La Réunion)
- Perdicule rousse-gorge. Perdicula asiatica. Espèce introduite
- Perdrix de Madagascar. Margaroperdix madagarensis. Espèce introduite.[réf. nécessaire]
- Perroquet gris de Dubois[6]. Psittacula bensoni. Éteint.
- Perroquet rouge et vert. Necropsittacus borbonicus. Éteint.
- Perroquet vert de Bourbon ou La Réunion[7]. Psittacula borbonicus. Éteint.
- Perruche à collier. Psittacula krameri. Espèce introduite - Créole kato
- Perruche de Newton. Psittacula exsul. Endémique. Éteint.
- Perruche verte de La Réunion. Psittacula eques eques. Éteinte.
- Pétrel de Barau. Pterodroma baraui. En danger - Créole tayvan
- Pétrel de Bourbon ou Pétrel noir. Pterodroma aterrima. Nicheur endémique. En danger critique d'extinction.
- Pétrel de Hall. Macronectes halli. Rare/Accidentel. Quasi menacé.
- Pétrel de la Trinité du Sud. Pterodroma arminjoniana. Vulnérable.
- Pétrel géant. Macronectes giganteus. Vulnérable.
- Phaéton à bec jaune ou Phaéton à brins blancs ou Paille-en-queue. Phaethon lepturus - Créole payanké
- Pigeon biset. Columba livia. Espèce introduite - Créole pizon
- Pigeon couleur d'ardoise[8]. Alectroneas sp. Éteint.
- Pigeon de Madagascar. Streptopelia picturata. Espèce probablement introduite. - Créole pizon ramié ou tourterel malgas
- Pigeon rose de La Réunion. Columba duboisi. Éteint.
- Pluvier argenté. Pluvialis squatarola.
- Pluvier de Leschenault. Charadrius leschenaultii.
- Pluvier grand-gravelot. Charadrius hiaticula.
- Prion de Belcher. Pachyptila belcheri. Rare/Accidentel.
- Prion de Forster. Pachyptila vittata. Rare/Accidentel.
- Puffin à dos noir[9]. Puffinus atrodorsalis.
- Puffin à pieds pâles. Puffinus carneipes.
- Puffin de Baillon. Puffinus lherminieri bailloni  - Créole ti fouké
- Puffin fouquet. Puffinus pacificus - Créole fouké gris

## R
- Râle d'Auguste[10]. Dryolimnas augusti. Éteint.
- Rolle violet. Eurystomus glaucurus. Rare/Accidentel.

## S
- Salangane des Mascareignes. Aerodramus francicus. Quasi menacé - Créole zirondel.
- Sarcelle d'été. Anas querquedula.
- Sarcelle de Sauzier[11]. Anas theodori. Incertaine.
- Serin du Cap. Serinus canicollis. Espèce introduite.
- Serin du Mozambique. Serinus mozambicus. Espèce introduite - Créole srin
- Solitaire de La Réunion. Threskiornis solitarius. Endémique. Éteint
- Sterne bridée. Sterna anaethetus. Rare/Accidentel.
- Sterne de Dougall. Sterna dougallii. Rare/Accidentel.
- Sterne de Saunders. Sterna saundersi . Rare/Accidentel.
- Sterne fuligineuse. Sterna fuscata.
- Sterne huppée. Sterna bergii.

## T
- Talève de La Réunion. Porphyrio coerulescens. Éteinte.
- Tarier de La Réunion ou tec-tec. Saxicola tectes. Endémique - Créole tek tek
- Tchitrec des Mascareignes.Terpsiphone bourbonnensis bourbonnensis. Endémique - Créole zwaso la vierj ou chakouat
- Tisserin gendarme. Ploceus cucullatus spilonotus. Espèce introduite - Créole bélié
- Tournepierre à collier. Arenaria interpres.
- Turnix de Madagascar. Turnix nigricollis. Espèce introduite - Créole kay péi

## V
- Veuve dominicaine. Vidua macroura. Espèce introduite

## Z
- Zostérops de La Réunion ou oiseau vert. Zosterops olivaceus. Endémique - Créole zwaso ver
- Zostérops des Mascareignes ou oiseau blanc. Zosterops borbonicus - Créole zwaso blan